# Бредли (Јужна Каролина)
Бредли (енгл. Bradley) насељено је место без административног статуса у америчкој савезној држави Јужна Каролина.

## Демографија
По попису из 2010. године број становника је 170, што је 1 (-0,6%) становника мање него 2000. године.
| Група             | 2000.      | 2010.       |
| Белци             | 99 (57,9%) | 110 (64,7%) |
| Афроамериканци    | 70 (40,9%) | 57 (33,5%)  |
| Азијати           | 0 (0,0%)   | 0 (0,0%)    |
| Хиспаноамериканци | 0 (0,0%)   | 3 (1,8%)    |
| Укупно            | 171        | 170         |